# Burg Eisenberg (Pfalz)
Die Burg Eisenberg ist möglicherweise eine abgegangene Burg in Eisenberg im Donnersbergkreis in Rheinland-Pfalz.
Auf die nicht genau lokalisierbare Burganlage weisen Reste beim Abriss eines Hauses auf das Isenburg'sche Burghaus hin. 